# Vai que Cola – O Filme
Vai Que Cola – O Filme é um longa-metragem brasileiro dirigido por César Rodrigues e João Fonseca, escrito por Luiz Noronha e Leandro Soares, e baseado na série de televisão sitcom Vai que Cola, do canal à cabo, Multishow. O longa foi lançado no dia 1º de outubro de 2015.

## Enredo
O filme começa com um sonho de Valdo: ele está no tal apê do Leblon, de pijama ornado com motivos navais cujo fundo, de um vermelho vivo, combina com o ruivo meio desgrenhado de seus cabelos. Antes de se refugiar no Méier, o empresário Valdo possuía uma cabeleira, raspada para compor melhor o disfarce.
Valdomiro (Paulo Gustavo) perde todo o seu dinheiro após ser vítima de uma falcatrua na empresa da qual era sócio. Para fugir da polícia, o malandro se muda para a pensão de Dona Jô (Catarina Abdalla), no Méier, Zona Norte do Rio de Janeiro, onde passa a entregar quentinhas.
Quando Andrada (Márcio Kieling), seu ex-sócio, o procura com um plano para recuperar sua cobertura de frente para o mar no Leblon - valorizado bairro da Zona Sul do Rio , Valdo vê a oportunidade de retornar à antiga vida de luxo. Mas, quando a pensão é interditada pela Defesa Civil, ele se vê obrigado a carregar toda a turma do subúrbio – além de Dona Jô, Jéssica (Samantha Schmutz), Máicol (Emiliano D'Avila), Ferdinando (Marcus Majella), Seu Wilson (Fernando Caruso), Velna (Fiorella Mattheis) e Terezinha (Cacau Protásio) – com ele.

## Elenco
- Paulo Gustavo como Valdomiro Lacerda Pinto (Valdo)
- Catarina Abdala como Maria Joana da Anunciação Prazeres (Dona Jô)
- Marcus Majella como Ferdinando Beyoncé Ramirez Montenegro Thimberg de Albuquerque Pampec de La Touche Tuane de Bouda
- Samantha Schmutz como Jéssica Maria da Anunciação Prazeres Manchette
- Fiorella Mattheis como Maria Aparecida de Cascadura / Velna Potocení
- Cacau Protásio como Tereza Sampaio Tiziu (Terezinha)
- Fernando Caruso como Wilson Carlos
- Emiliano D'Ávila como Máicol Emiliano da Silva
- Oscar Magrini como Brito
- Márcio Kieling como Sandoval Andrada
- Werner Schünemann como Quaresma
- Rogério Fróes como Ademir Lemos (Juiz Leléo)
- Klebber Toledo como ele mesmo
- Jonathan Haagensen como Marcinho Mangueirão
- David Brazil como ele mesmo
- Jesus Luz como ele mesmo
- Dani Suzuki como ela mesma
- Flávia Reis como Vanda
- Alessandro Moussa como Técnico da Defesa Civil

## Desenvolvimento e filmagens
A sinopse divulgada em 2 de março de 2015, de Vai que Cola – O Filme, que começou a ser rodado no mesmo dia (2 de março), que teve sua estreia em 1 de outubro de 2015, com o início das filmagens num colégio de freiras desativado no Alto da Boa Vista, locação de várias produções recentes do cinema nacional.
Além do elenco original da série do Multishow, o longa nacional mais aguardado do ano vai contar com Oscar Magrini (o síndico do prédio no Leblon); Werner Schünemman (um "laranja" que Valdo arruma para tentar recuperar o apartamento); Márcio Kieling (ex-sócio do Valdo que o coloca em uma enrascada – é o vilão da trama); Jonathan Haagensen (pagodeiro e amante de Jéssica no Méier); e o galã Kleber Toledo como "Famoso" (interpreta ele mesmo), em uma participação especial.
"O desafio agora é ser fiel ao humor livre, libertário e sem freios. Diversão, alegria e uma boa dose de anarquia é o que vamos imprimir no filme", disse o diretor, César Rodrigues, o mesmo responsável pela série da TV, em comunicado oficial. O roteiro da adaptação coube a Luiz Noronha (produtor de 2 Filhos de Francisco) e Leandro Soares, que já assinava os textos para o programa televisivo. "Tenho que traduzir a espontaneidade deles para o filme, não posso retirar o que caracteriza o programa, mas há uma diferença de linguagem" — diz o diretor, que dirige a série desde o primeiro episódio. — "Aqui, quero construir uma narrativa, agregar acabamento."

## Recepção

### Lançamento
A produção registrou êxito em todo o país, tendo arrecadado em seu fim de semana de estreia mais de R$ 700 149. O Rio de Janeiro mostrou a força do filme com público de 29,6 mil espectadores em um circuito de 93 salas de exibição. Já em São Paulo 20,9 mil pessoas estiveram nas salas de cinema. Ao todo, na estreia do filme, alcançou um público de 93 mil pagantes, média de 152 espectadores por sala. Em Manaus deu o maior público fora do Sudeste do Brasil para a comédia no primeiro dia em cartaz. Segundo dados do Filme B Box Office, 4,5 mil espectadores estiveram nas salas de cinema da cidade, na pré-estreia, em 30 de agosto de 2015. O público na capital amazonense superou estados como Bahia (3,7 mil) e Pernambuco (3,3 mil).
No último fim de semana o filme, que não tem o apoio de mídia da Globo Filmes, já havia atraído 106 mil espectadores em suas sessões de pré-estreia, de sexta a domingo, em 300 salas. Foi o quinto melhor resultado do período.
No total Vai Que Cola – O Filme levou mais de 3 milhões de espectadores ao cinema.

### Crítica
Camila Sousa em sua crítica para o Omelete disse que "o longa tem piadas que funcionam em sua realidade e não tem medo de abraçar as situações exageradas que cria." Marcello Azolino para o Observatório do Cinema disse que o filme "é uma sucessão de gags horrorosos, personagens caricatos e um fiapo de roteiro que garantem 1h45 de pura perda de tempo."